# Mensaje en una botella (película)
Message in a Bottle es una película romántica de 1999 dirigida por Luis Mandoki. Basada en la novela homónima de Nicholas Sparks, está protagonizada por Kevin Costner, Robin Wright Penn y Paul Newman. Se rodó en Maine, Chicago y Wilmington, Carolina del Norte, en los Estados Unidos.

## Sinopsis
Una exitosa periodista del Chicago Tribune, Theresa Osborne, descubre en una playa de Cape Cod una desgarradora carta de amor en una botella varada en la playa y decide proponerla como trabajo de investigación para el semanario, proponiendo localizar a su autor. 
También encuentra una segunda botella con la misma relación que contiene una carta de Catherine, despidiéndose de él.
El primer mensaje en la botella dice:

-«Mi querida Catherine, te extraño mi amor, como siempre, pero hoy es particularmente difícil porque el océano ha estado cantando para mí la canción de nuestra vida juntos...»

Theresa logra establecer el origen de dichos mensajes y decide viajar.
Para ello lo ubica en un pueblo costero en North Carolina, donde conoce a Garret Blake, un apuesto hombre maduro y que fabrica yates de paseo y que es el autor de una de las cartas.
El yate que construye Blake es muy hermoso y lo nombra Catherine.
Theresa se da cuenta de que Blake es un viudo reciente que ha perdido a su amada esposa Catherine y que vive de los recuerdos del amor intenso que le profesaba a su esposa.
Blake vive en una casa junto a su viejo padre Dodge Blake de quien se gana su amistad. 
Theresa simula desconocer la carta que motiva su visita e intenta intimar con Garret Blake para poder saber más sobre él y su amor perdido; pero en definitiva no puede evitar sentirse atraída y desarrollar sentimientos hacía Blake y enamorarse de un hombre que ama a una mujer hermosa fallecida trágicamente.
Blake acepta a Theresa en su mundo romántico con mucha dificultad y decide darse una oportunidad; pero las cosas se enrarecen cuando descubre que Theresa tiene en su poder tres mensajes, el tercero es la despedida de Catherine, algo que desconocía Blake.
La trama tiene un final insospechado.

## Reparto
- Kevin Costner - Garret Blake
- Robin Wright Penn - Theresa Osborne
- Paul Newman - Dodge Blake
- John Savage - Johnny Land
- Illeana Douglas - Lina Paul
- Robbie Coltrane - Charlie Toschi
- Jesse James - Jason Osborne
- Bethel Leslie - Marta Land
- Tom Aldredge - Hank Land
- Hayden Panettiere - Chica en bote
- Elizabeth Guindi - Christine[2]
- SY Irian, SY Arapaho -

## Producción
La película fue dirigida por Luis Mandoki y adaptada para cine por Gerald Di Pego, a partir de la novela de Nicholas Sparks. La música fue compuesta por James Horner. La producción tuvo lugar principalmente en Carolina del Norte, con algunas escenas en Chicago.

## Recepción
La película recibió críticas mixtas, destacando la química entre los protagonistas y la emotividad de la historia, aunque algunos críticos señalaron un desarrollo predecible del guion. Fue un éxito comercial moderado y cuenta con un seguimiento especial entre los fanáticos de las películas románticas.